# Amitābhasūtra

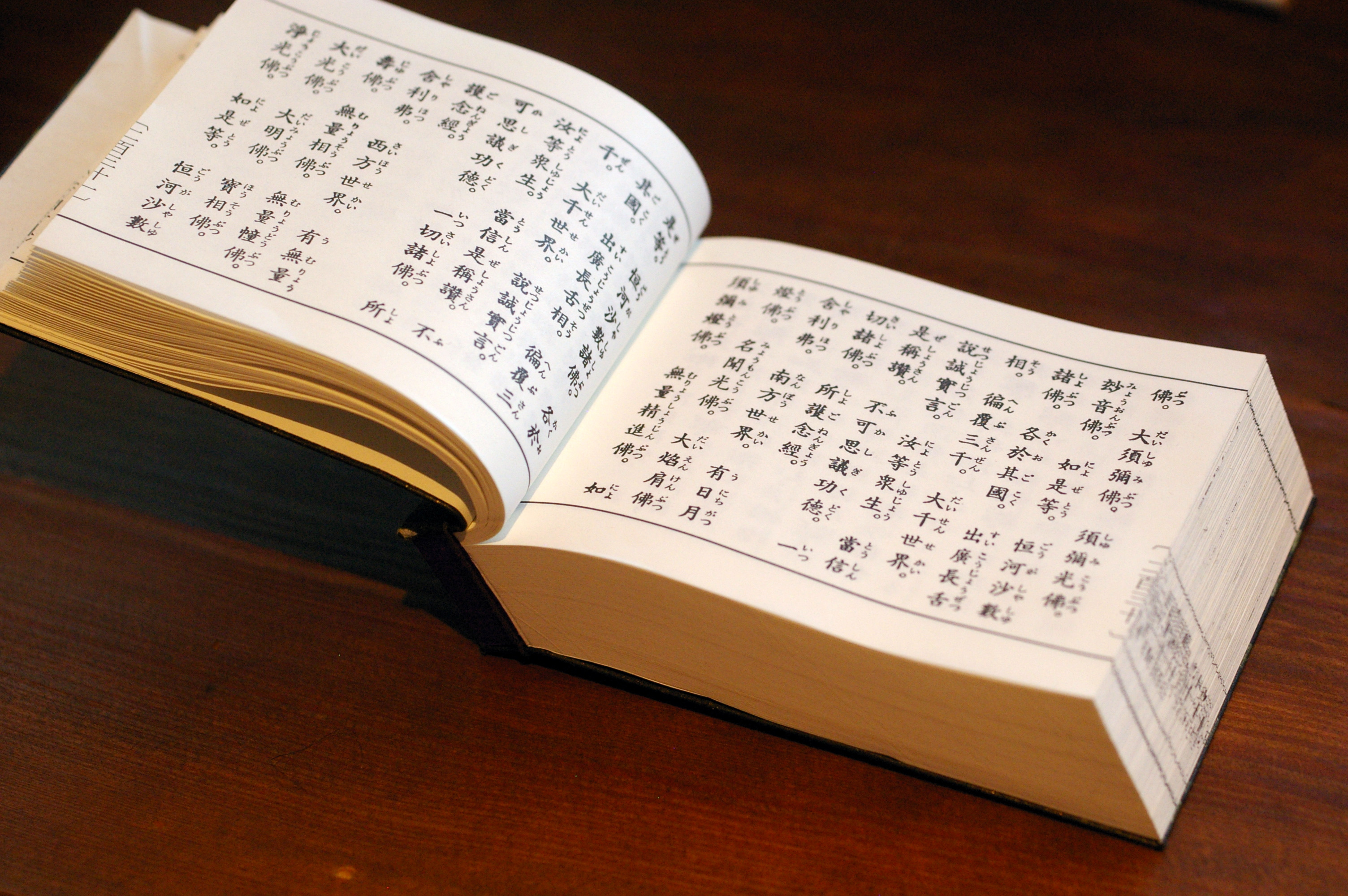
Amitābha Sūtra i klassisk kinesiska med japanska annoteringar

Amitābhasūtra är det populära namnet för Den kortare sukhāvatīvyūhasūtran. Sutran är en mahayanasutra och är en av de tre primära texterna av rena land-buddhismen, tillsammans med den längre Sukhāvatīvyūhaḥ-sūtran och Amitāyurdhyāna-sūtran.

## Historik
Sutran komponerades troligtvis i Kushan någon gång mellan år 50 e.Kr och 250 e.Kr. Den finns bevarad i fyra versioner: en på sanskrit, en på tibetanska samt i två kinesiska versioner. De kinesiska versionerna har sitt ursprung i tiden omkring år 402 respektive år 650.
Den översattes till tibetanska på slutet av 700-talet, som baserade sig på Kumarajivas kinesiska version.

## Innehåll
Sutran innehåller ett tal Shakyamuni gav till sin lärjunge Sariputra. Talet består av en beskrivning av de härliga utsmyckningar som väntar de som kommer att återfödas i Sukhavati. Sutran beskriver också vad som behövs för att återfödas där.

## I de buddhistiska traditionerna
Inom rena land-buddhismen och chan reciteras sutran ofta. Den reciteras i synnerhet vid japanska, kinesiska och vietnamesiska buddhistiska begravningar i hopp om att meriten som fås av att recitera sutran kan hjälpa den som gått bort.

## Mantra
I Taisho Tripitaka kommer sutran efter ett mantra för återfödelse i Sukhavati:
namo amitābhāya tathāgatāya tadyathā
amṛtabhave amṛtasaṃbhave
amṛtavikrānte amṛtavikrāntagāmini
gagana kīrtīchare svāhā